# كيندو كابوني
خوسيه فرناندو موراليس ريفيرا (مواليد 19 أغسطس 1984) ، المعروف باسم كيندو كابوني ، هو مغني راب بورتوريكي.
في عام 2018 ، تم القبض عليه في Coamo بتهمة السطو المسلح والاعتداء في فلوريدا حيث قضى سنتان في السجن.

## روابط خارجية
- خوسيه فرناندو ريفيرا موراليس